# Hier et demain
Hier et demain est un recueil de nouvelles de Jules et Michel Verne paru sous le nom de Jules Verne en 1910.
Ce recueil traduit beaucoup moins d'optimisme que les autres romans de l'écrivain.

## Sommaire
- La Famille Raton
- M. Ré-Dièze et Mlle Mi-Bémol
- La Destinée de Jean Morénas (Michel Verne)
- Le Humbug
- Au XXIXe siècle : La Journée d'un journaliste américain en 2889 (Michel Verne)
- L'Éternel Adam (Michel Verne)